# Дублінська заява
Дублінська заява про воду та сталий розвиток, також відома як Дублінські принципи, була зустріччю експертів з водних проблем, яка відбулася 31 січня 1992 року на Міжнародній конференції з води та навколишнього середовища (ICWE), Дублін, Ірландія, організована 26–31 січня 1992 р.
У Дублінській заяві про воду та сталий розвиток визнається зростаючий дефіцит води в результаті різних суперечливих видів використання та надмірного використання води.

## Дублінські принципи
Декларація містить рекомендації щодо дій на місцевому, національному та міжнародному рівнях для зменшення дефіциту через такі керівні принципи:
1. Прісна вода є обмеженим і вразливим ресурсом, необхідним для підтримки життя, розвитку та навколишнього середовища.
2. Розвиток і управління водними ресурсами має базуватися на підході участі, залучаючи користувачів, планувальників і політиків на всіх рівнях.
3. Жінки відіграють центральну роль у забезпеченні, управлінні та охороні води
4. Вода має економічну цінність у всіх її .конкуруючих цілях використання і повинна бути визнана економічним благом.

## Вода як право людини чи економічне благо?
Наголос Дублінської заяви на економічній цінності води, а не на воді як на загальному праві, сильно заперечується неурядовими організаціями та правозахисниками (хоча в повному тексті принципу 4 зазначено , що життєво важливо спочатку визнати основне право всіх людей доступ до чистої води та санітарії за доступною ціною).
Однак у листопаді 2002 року Комітет ООН з економічних, соціальних і культурних прав прийняв Загальний коментар № 15, який був сформульований експертами як коментар до статей 11 і 12 Міжнародного пакту про економічні, соціальні і культурні права. У цьому коментарі вода визнається не лише обмеженим природним ресурсом і суспільним благом, але й правом людини. Цей крок — ухвалення Загального коментаря № 15 — розглядався як вирішальний крок до визнання води як загального права.
30 вересня 2010 року 15-та сесія Ради ООН з прав людини ухвалила резолюцію A/HRC/15/L.14 підтверджуючи попередню резолюцію Генеральної Асамблеї (64/292 від 28 липня 2010 року), яка визнавала право на безпеку і чиста питна вода та санітарія як права людини, необхідні для повного користування життям і всіма правами людини. Резолюція A/HRC/15/L.14 пояснює, що право людини на безпечну питну воду та санітарію випливає з права на достатній рівень життя та нерозривно пов'язане з правом на найвищий досяжний рівень фізичного та психічного здоров'я, як а також право на життя та людську гідність.